# Slaget om Breslau
Slaget om Breslau eller Belejringen af Breslau var en tre måneder lang belejring af byen Breslau i Nedre Schlesien, Tyskland (nu Wrocław, Polen) varende til slutningen af 2. verdenskrig i Europa. Fra den 13. februar til 6. maj 1945 var tyske tropper i Breslau belejret af sovjetiske styrker, som omringede byen som en del af den Nedreschlesiske Operation. De tyske garnisoners kapitulation den 6. maj blev den følgende dag efterfulgt af De tyske forcers kapitulation.